# Pioppi
Pioppi is een plaats (frazione) in de Italiaanse gemeente Pollica, provincie Salerno, en telt ongeveer 300 inwoners.

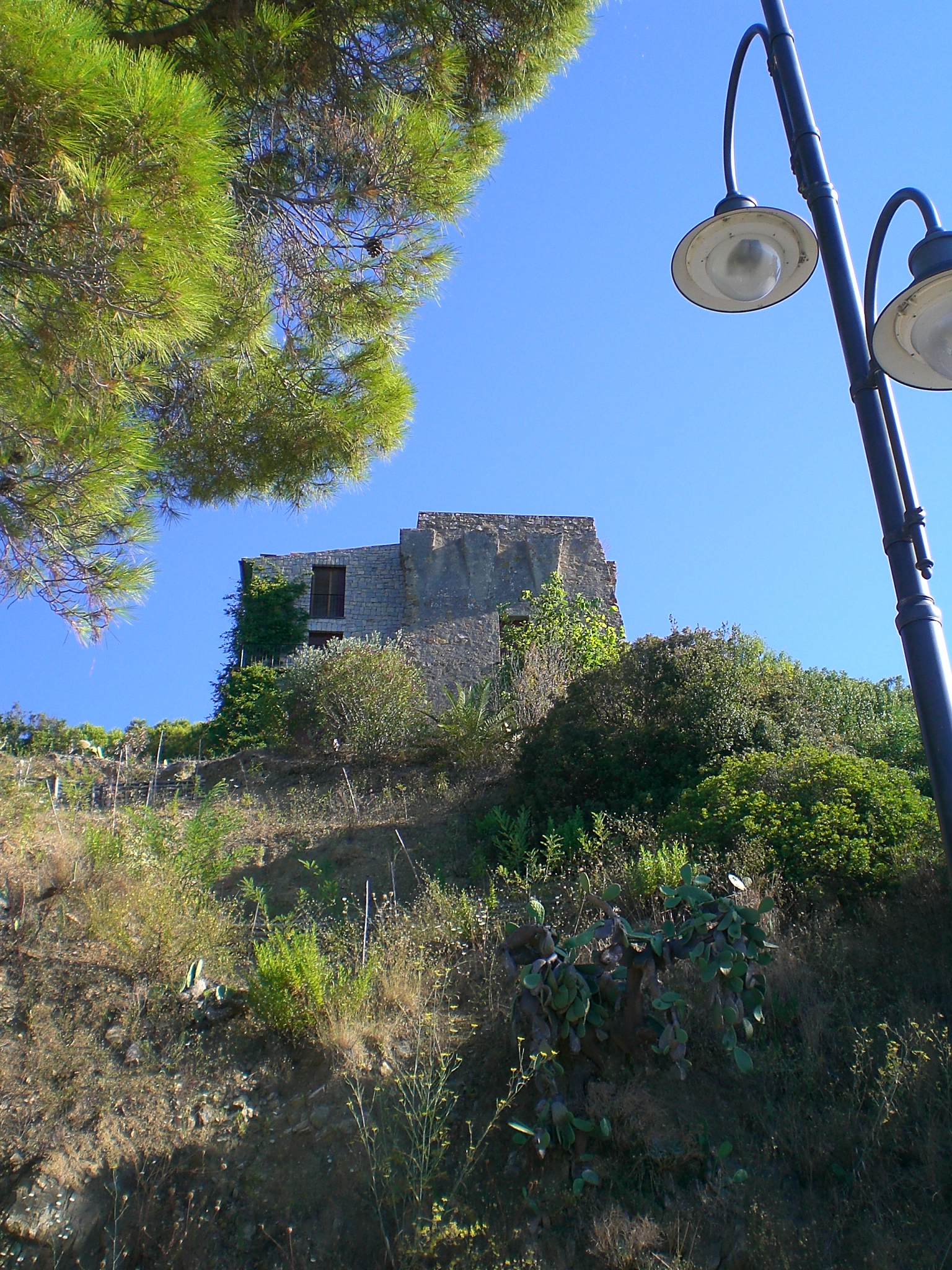
Toren van Pioppi
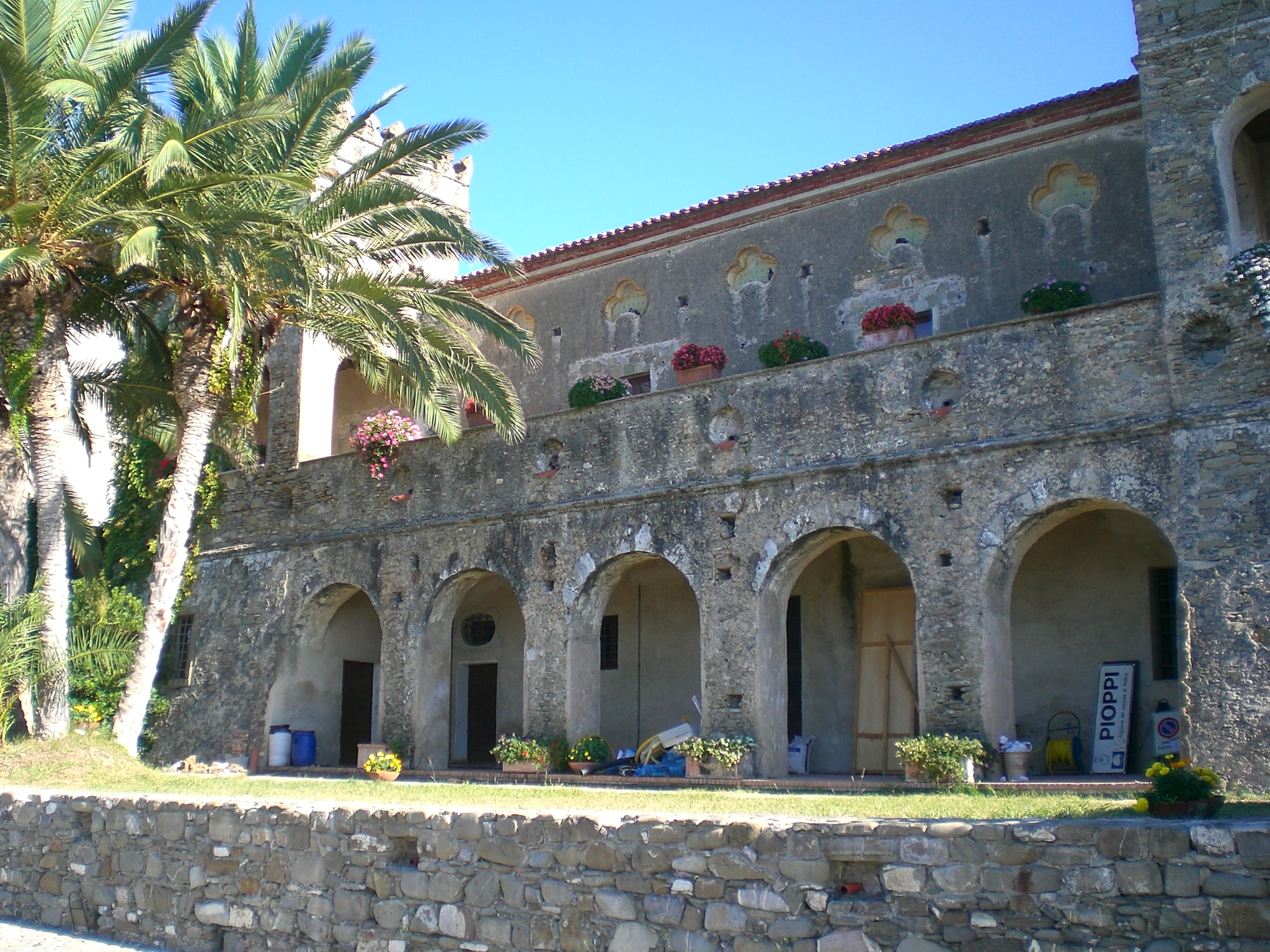
Museum